# Графство Клермон-ан-Бовези

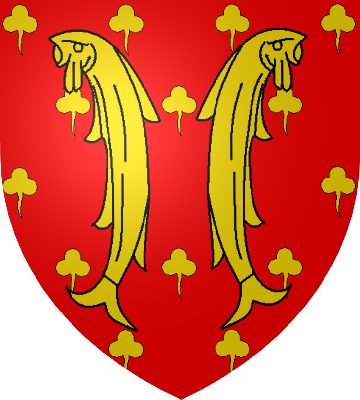
Герб графов де Клермон-ан-Бовези

Графство Клермон-ан-Бовези (фр. Clermont-en-Beauvaisis) — французское средневековое графство с центром в городе Клермон в современном департаменте Уаза в Пикардии.

## История
Вероятно, что в начале XI века Клермон входил в состав владений графов Бове. О первых правителях практически ничего не известно, но, судя по всему, кто-то из них присвоил себе графский титул.
Около 1042 года Клермон посредством брака перешел к сеньорам де Крей. В начале XII века Рено II де Клермон (ок. 1070 — ок. 1162), женившийся в 1103 году на Адель де Вермандуа, вдове Гуго Великого, графа де Вермандуа, брата короля Франции Филиппа I, добился признания за собой графского титула. Его сын Рауль I (ум. 1191) около 1174 года был назначен королём Людовиком VII коннетаблем Франции. Рауль принял участие в Третьем крестовом походе и погиб во время осады Акры.

Графство Клермон на карте Франции XII в.

Графство Клермон на карте Франции, конец XV в.

Поскольку единственный сын Рауля умер ребёнком, Клермон унаследовала его старшая дочь, Екатерина, бывшая замужем за графом Блуа и Шартра Людовиком. После смерти 1218 году их сына, Тибо VI, его наследница продала графство королю Франции Филиппу II Августу, который выделил графство в качестве апанажа своему сыну Филиппу Юрпелю. Его сын и наследник Альберик перебрался в Англию, передав все владения сестре, Жанне, после смерти которой в 1252 году Клермон опять был присоединён к домену короля Франции.
В 1269 году король Людовик IX Святой выделил Клермон в качестве апанажа своему младшему сыну Роберту, ставшему родоначальником династии Бурбонов.
В 1327 году король Франции Карл IV выменял у сына Роберта, Людовика I, Клермон, взамен отдав графство Ла Марш и даровав титул герцога и пэра Франции. Однако в 1331 году новый король Франции Филипп VI Валуа вернул графство Людовику. После этого графство выделялось наследникам герцога.
Клермон сохранялся у Бурбонов до конфискации владений у коннетабля Карла III, после чего оказался окончательно присоединён к королевскому домену.
В 1957 году Генрих (VI) Орлеанский, титулярный граф Парижский, ввёл для своего старшего сына и наследника титул «граф де Клермон».

## Список графов де Клермон-ан-Бовези
Первые графы
- ????—1023: Бодуэн I (ум. 1023)
- 1023—1042: Бодуэн II (ум. 1042), сын предыдущего

Дом де Крей
- 1042—1088: Рено I де Крей (ум. 1088), сеньор де Крей
жена: Эрменгарда де Клермон, дочь Бодуэна II
- 1088—1101: Гуго (Юг) I (ок. 1035—1101), сын предыдущего
- 1101—1162: Рено II (ок. 1070—1162), сын предыдущего
- 1162—1191: Рауль I (ум. 1191), коннетабль Франции с ок. 1174, сын предыдущего

Дом Блуа-Шампань
- 1191—1205: Людовик де Блуа (ум. 1205), граф Блуа, Шартра и Клермона
жена: с 1184 Екатерина (ум. 1212/1223), графиня де Клермон-ан-Бовези с 1191.
- 1205—1218: Тибо (ум. 22 апреля 1218), сын предыдущего.

Капетинги

Герб Филиппа Юрпеля

- 1218—1234: Филипп Юрпель (1201—1234), граф де Клермон-ан-Бовези и Булони, сын короля Филиппа II Августа и Агнессы Меранской.
- 1234—???? : Альберик (1222 — ок. 1284), сын предыдущего
- ????—1252 : Жанна (1219—1252), сестра предыдущего

В 1252—1269 годах Клермон входил в состав домена короля Франции.
Бурбоны

Герб герцогов де Бурбон и графов де Клермон из Капетингского дома

- 1269—1317: Роберт де Клермон (1256—1317), граф де Клермон (1269—1317), граф Шароле 1267—1310 (по праву жены), сеньор де Бурбон с 1287/1288 (по праву жены), сын короля Людовика IX Святого. Стал родоначальником дома де Бурбон, которая впоследствии стала королевской династией
- 1317—1327: Людовик I Хромой (Великий) (ок. 1280—1342), также 1-й герцог де Бурбон (1327—1342), граф де Ла Марш (1327—1342), сын предыдущего

В 1327—1331 годах Клермон входил в состав домена короля Франции.
- 1331—1347: Людовик I Хромой (Великий) (ок. 1280—1342) (вторично)
- 1342—1356 : Пьер I (ок. 1311—1356), также герцог де Бурбон, сын предыдущего
- 1356—1404 : Людовик II Добрый (ок. 1336—1410), также герцог де Бурбон, сеньор де Меркёр и граф де Форе (1371—1410) через жену, сын предыдущего
- 1404—1424 : Жан I (1381—1434), также 4-й герцог де Бурбон, граф де Форе (1417), герцог Овернский (Жан II, 1416—1434) и граф де Монпансье (1416—1434) через жену, сын предыдущего
- 1424—1434 : Карл I (1401—1456), также 5-й герцог де Бурбон, герцог Овернский (1434—1456), сын предыдущего
- 1434—1488 : Жан II Добрый (1427—1488), также герцог де Бурбон, герцог Овернский (Жан III, 1456—1488), граф де Форе, казначей короля Людовика XI, коннетабль короля Карла VIII (1483—1488), сын предыдущего
- 1488 : Карл II (1433—1488), также архиепископ Лионский (1444—1488), кардинал (1476—1488), герцог де Бурбон (1488), брат предыдущего
- 1488—1503 : Пьер II де Божё (1438—1503), также сеньор де Божё, герцог де Бурбон, герцог Овернский (1488—1503), регент Франции (1483—1491), граф де Ла Марш; брат предыдущего
- 1503—1521 : Сюзанна (1491—1521), также герцогиня де Бурбон и герцогиня Овернская (1503—1521), графиня де Клермон-ан-Овернь, де Ла Марш, де Форез и де Гин, дама де Божё, дочь предыдущего
- 1505—1527 : Карл III де Монпансье (1490—1527), также граф де Монпансье (1501—1527), дофин Овернский (1501—1527), герцог де Бурбон, герцог Овернский (1505—1527)), граф де Ла Марш, де Форе и де Гин, сеньор де Божё (через жену), герцог де Шательро (1515), принц де Домб, граф де Клермон-ан-Овернь (1498—1517), коннетабль Франции, правнук Жана I

## Титулярные графы
- 1957—1999: Генрих (VII) Орлеанский (1933—2019), сын Генриха (VI), титулярного графа Парижского, титулярный граф Парижский и герцог Франции. В 1984 году его отец забрал у него титул графа де Клермон из-за развода, взамен дав титул «граф Мортен», которым он никогда не пользовался. В 1990 году титул был возвращён.
- 1999—2017: Франсуа (1961—2017), «дофин Франции», сын предыдущего